# François Remetter
François Remetter (Estrasburgo, Francia, 8 de agosto de 1928-ibídem, 30 de septiembre de 2022) fue un futbolista francés que jugaba como guardameta.
Perteneció a la comunidad yeniche, un pueblo seminómada europeo.
Fue el último sobreviviente de la selección francesa que disputó la Copa del Mundo de 1954, tras el fallecimiento de Raymond Kopa el 3 de marzo de 2017.

## Selección nacional
Fue internacional con la selección de fútbol de Francia en 26 ocasiones. Hizo su debut el 11 de junio de 1953 en un amistoso contra Suecia en Solna, que terminó en victoria local por 1-0. Formó parte de la selección que obtuvo el tercer lugar en la Copa del Mundo de 1958.

### Participaciones en Copas del Mundo
| Mundial                        | Sede   | Resultado      | Partidos | Goles |
| ------------------------------ | ------ | -------------- | -------- | ----- |
| Copa Mundial de Fútbol de 1954 | Suiza  | Fase de grupos | 2        | 0     |
| Copa Mundial de Fútbol de 1958 | Suecia | Tercer lugar   | 2        | 0     |

## Clubes
| Club                   | País    | Año       |
| ---------------------- | ------- | --------- |
| Racing de Estrasburgo  | Francia | 1948-1949 |
| CS Le Thillot          | Francia | 1949-1950 |
| FC Metz                | Francia | 1950-1954 |
| FC Sochaux-Montbéliard | Francia | 1954-1957 |
| Girondins de Burdeos   | Francia | 1957-1958 |
| FC Grenoble            | Francia | 1958-1959 |
| Limoges FC             | Francia | 1959-1960 |
| Racing de Estrasburgo  | Francia | 1960-1964 |
| Limoges FC             | Francia | 1964-1966 |
| Vauban Estrasburgo     | Francia | 1966-1968 |

## Palmarés

### Campeonatos nacionales
| Título          | Club                  | País    | Año  |
| --------------- | --------------------- | ------- | ---- |
| Copa de la Liga | Racing de Estrasburgo | Francia | 1964 |

### Copas internacionales
| Título               | Selección       | Sede    | Año  |
| -------------------- | --------------- | ------- | ---- |
| Copa Mundial Militar | Francia militar | Francia | 1949 |